# Hawryliwka (Butscha)
Hawryliwka (ukrainisch Гаврилівка; russisch Гавриловка Gawrilowka) ist ein Dorf im Norden der ukrainischen Oblast Kiew mit etwa 3000 Einwohnern.
Hawryliwka liegt im Norden des Rajon Butscha 31 km nordwestlich vom ehemaligen Rajonzentrum Wyschhorod.
Im Dorf befindet sich eine der größten Geflügelfarmen der Ukraine.

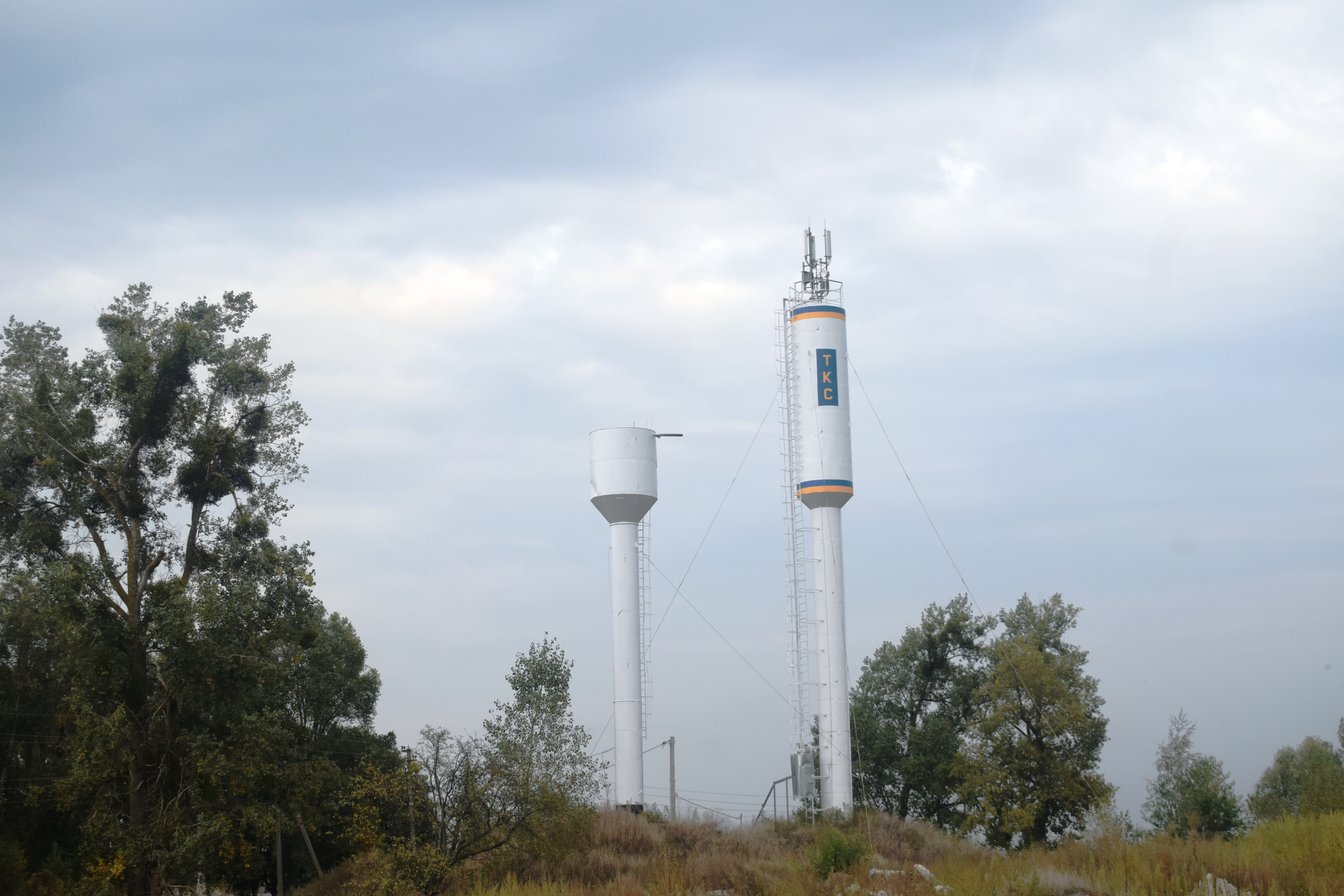
Wassertürme
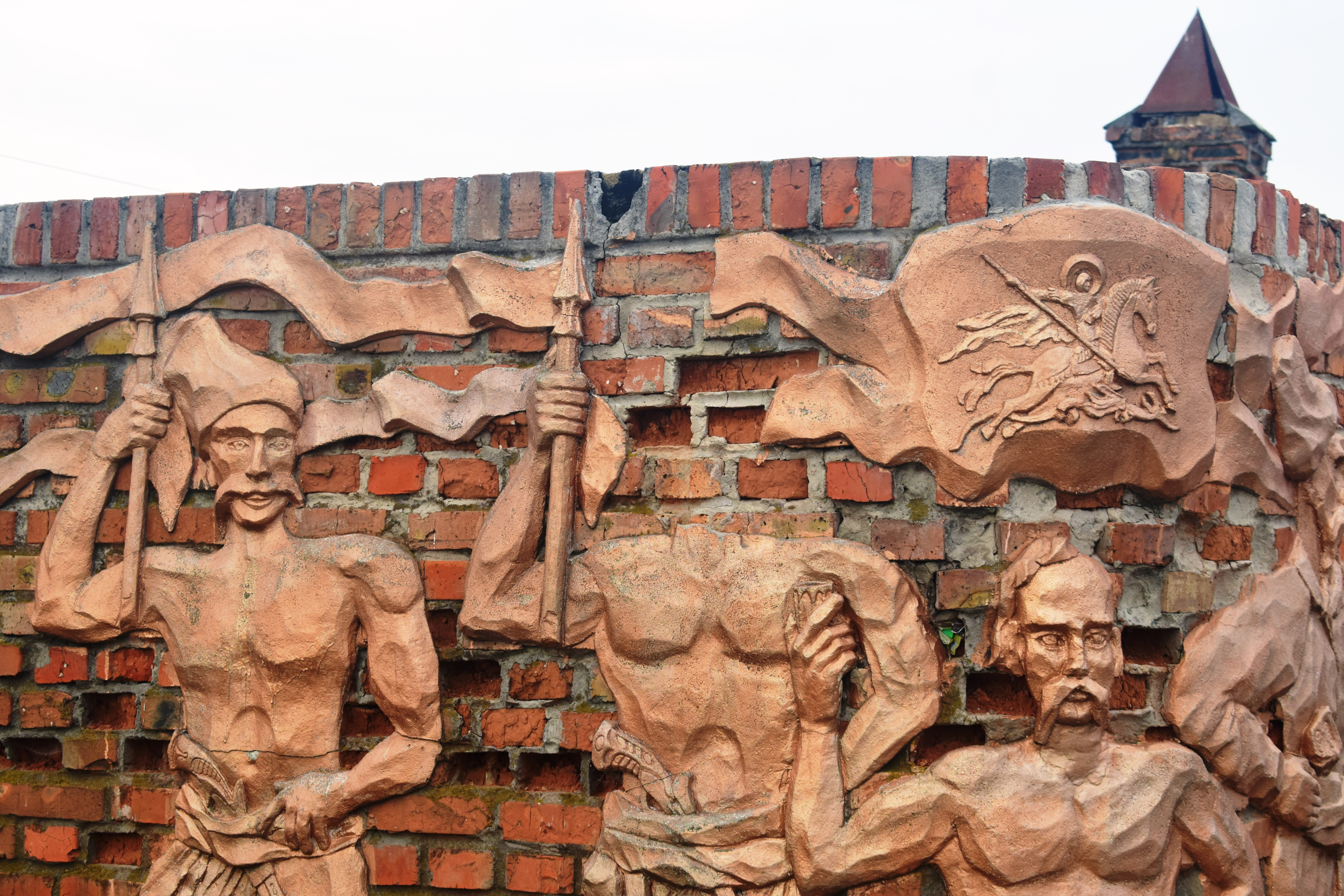
Stuck an der Bushaltestelle
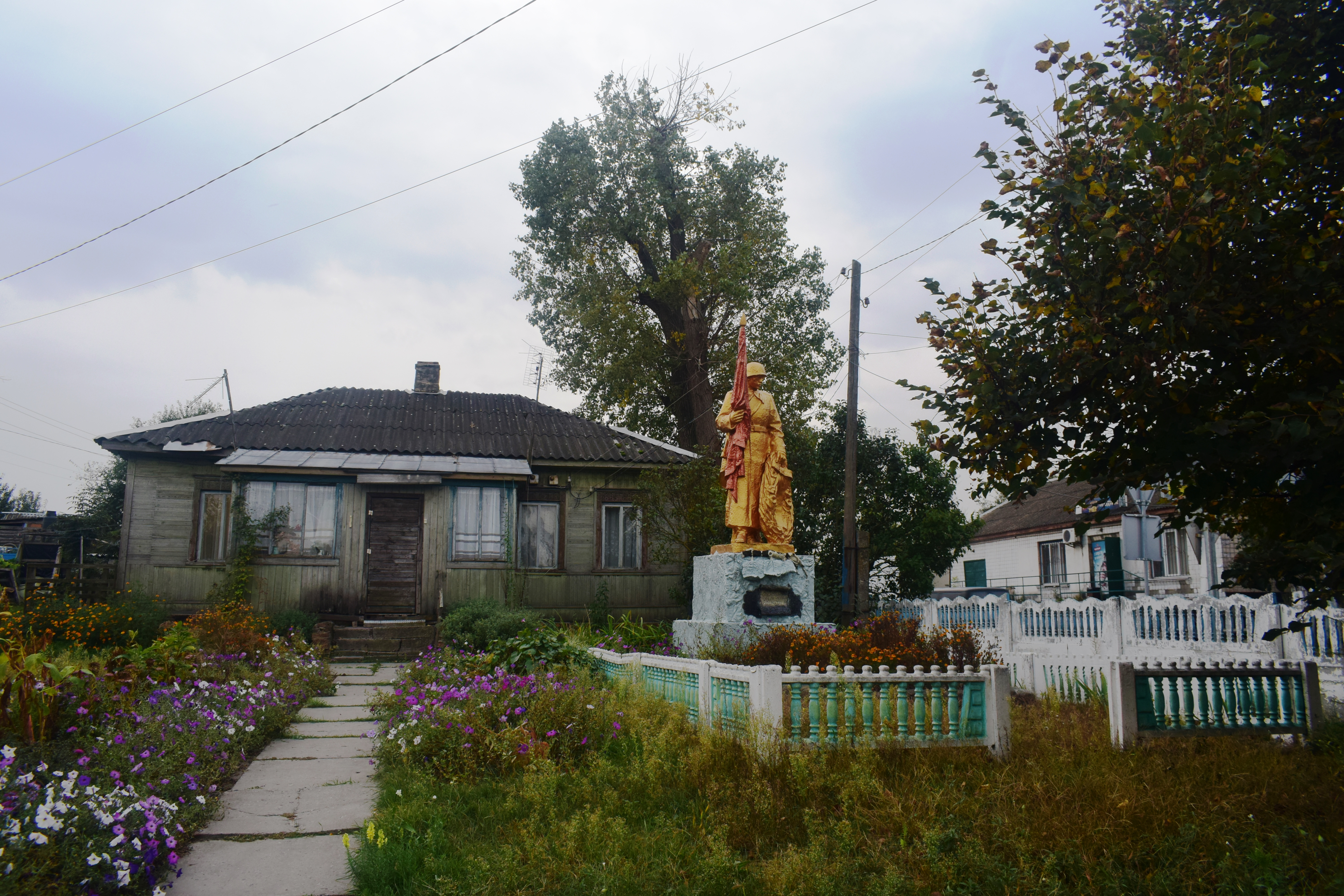
Massengrab sowjetischer Soldaten im alten Dorfrat
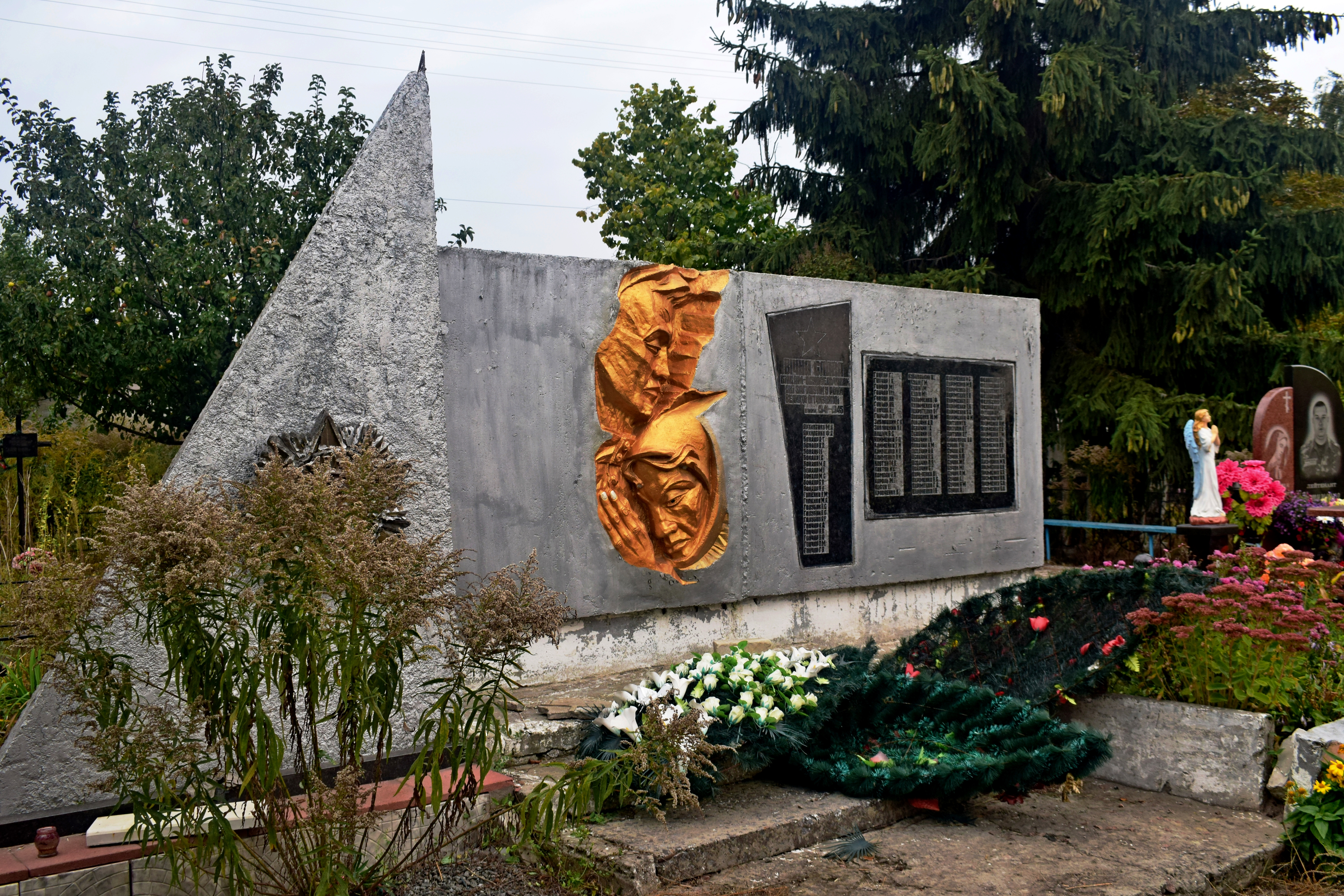
Denkmal für Mitdorfbewohner

Am 12. Juni 2020 wurde das Dorf ein Teil der neugegründeten Stadtgemeinde Butscha, bis dahin bildete es zusammen mit dem Dorf Tarasiwschtschyna (Тарасівщина) die gleichnamige Landratsgemeinde Hawryliwka (Гаврилівська сільська рада/Hawryliwska silska rada) im Westen des Rajons Wyschhorod.
Am 17. Juli 2020 kam es im Zuge einer großen Rajonsreform zum Anschluss des Rajonsgebietes an den Rajon Butscha.